# Deeyah Khan
Deeyah Khan er en norsk filmdirektør og menneskerettighedsforkæmper, som har vundet to Emmy priser.
Hun er grundlægger af produktionsfirmaet Fuuse, som specialiserer sig i dokumentarfilm, digitale medieplatforme og stof til tv og events. Hun er grundlægger og redaktør af tidsskriftet Sister-Hood, der giver stemme til kvinder med muslimsk baggrund.
I 2016 blev Khan UNESCO Goodwill-ambassadør for kunstnerisk frihed og kreativitet.

## Biografi

### Opvækst og familie
Deeyah blev født i Oslo af sunnimuslimske forældre. Hendes mor er pashtun med rødder i Afghanistan, og hendes far er punjabi fra Pakistan. Hendes yngre bror er skuespilleren Adil Khan.

### Tidlig karriere
I en alder af syv blev Deeyah introduceret til musik af sin far. Hendes første offentlige musikalske optræden var året efter på NRK. Hun fortsatte på tv og blev gæstesanger på andres albums. Hendes første album "I alt slags lys" blev lanceret, da hun var 15 år gammel. To år senere udkom et nyt album. Kort efter tog hun til Storbritannien, hvor hun lancerede to singler og et album. Hun trak sig senere fra at synge og udføre, og begyndte at arbejde som musikproducent.

### Diskografi
- 2013: Iranian Woman (indsamling album med iranske kvindelige kunstnere)[3].
- 2013: Echo of Indus CD med pakistansk sitar spelare Ashraf Sharif Khan Poonchwala
- 2012: Nordic Woman (indsamling album med kvindelige kunstnere fra traditionelle nordiske musikformer fra Norge, Sverige, Danmark, Finland og Island.
- 2010: Listen To The Banned (indsamling album med forbudte, forfulgte og fængslede kunstnere fra Afrika, Mellemøsten og Asien. Amnesty International i Storbritannien støttede List To The Banned ved at gøre albummet tilgængeligt via deres hjemmeside inden udgangen af 2010.
- 2007: Ataraxis (Album)[4].
- 2005: Plan of My Own / I Saw You
- 1996: Deepika[5].
- 1995:Color Of My Dreams (Single)[6].
- 1995: History (Singel)[7].
- 1995: Get Off My Back (Single)[8].
- 1992: I alt slags lys (Album)[9].

## Sister hood
I 2007 lancerede Deeyah Sister-hood for at skabe en platform for muslimske kvinder til at udtrykke sig kunstnerisk. I 2016 blev Sister-hood genoprettet som et online magasin, der fremmer muslimske kvinders stemmer. Seks måneder efter lancering som webmagasin, vandt Sister-hood Espoke Living Best Web Site de asiatiske mediepriser i 2016 for at markere kvinders ligestilling samt øge bevidstheden om problemer, der påvirker muslimske kvinder.[kilde mangler]

## Filmproduktion
Banaz A Love Story var Deeyahs første film som direktør og producent. Den har modtaget prisvindende anerkendelse og internationale priser, herunder 2013 Emmy Award for bedste internationale dokumentar. Filmen bruges til at uddanne britisk politi om æresdrab.

### Filmografi
| År   | Titel                                        | Fungere som            | Priser | Type       |
| ---- | -------------------------------------------- | ---------------------- | --- | ---------- |
| 2025 | America's Veterans: The War Within           | Instruktør og producer | | Dokumentär |
| 2022 | Behind the Rage: America’s Domestic Violence | Instruktør og producer | | Dokumentär |
| 2020 | Muslim In Trump’s America                    | Instruktør og producer | Vandt Peabody Award. | dokumentar |
| 2020 | America’s War On Abortion                    | Instruktør og producer | Vandt BAFTA. |            |
| 2017 | White Right: Meeting The Enemy               | Instruktør og producer | Vandt Emmy Award . Vandt Royal Television Society Award . Vandt PeaceJam Special Jury Award . Vandt Rory Peck Award. Vandt Women in Film and Television UK Awards. Vandt Asian Media Awards. Nomineret til British Academy Film Awards. Nomineret til Frontline Club Awards .                                                                  | dokumentar |
| 2016 | Islam's Non-Believers                        | Instruktør og producer | Nomineret til "Asian Media Awards" . | dokumentar |
| 2015 | Jihad: A Story of the Others                 | Instruktør og producer | Vandt "New York International Independent Film and Video Festival Awards". Tildelt Menneskerettighedspris fra Det Norske Ministerium for Kunst og Kultur til Dokumentar . Nomineret til "Grierson Awards".. Nomineret til British Academy Film Awards . Nomineret til "Golden Nymph Awards". Nomineret til "Creative Diversity Network Awards" | dokumentar |
| 2012 | Banaz a Love Story                           | Instruktør og producer | Vandt Peabody Award. Vandt Emmy Award. Vant "Bergen International Film Festival". Nomineret til "Royal Television Society Awards". | dokumentar |

## Titler og æresbevisninger
- 2020: Schwarzkopf Europe pris.[26]
- 2020: Fritt Ord pris.[27]
- 2018: Æresdoktorgrad ved Emerson College[28].
- 2017: Udpeget som medlem af Kunstrådets råd Norge. Aftalen er gyldig i fire år (2018-2021)[29].
- 2016: Udpeget til Goodwill-ambassadør for UNESCO for kunstnerisk frihed og kreativitet kategori[30]. Hun er den første norske, der er blevet udpeget[31].
- 2016: Telenors kulturelle pris [32].
- 2016: Modtaget Peer Gynt-pris.[33].
- 2016: Gunnar Sønstebys Memorial Fund, [34].
- 2015: Universitetet i Oslos sin menneskerettigheds pris [35].
- 2015: Planens piges pris (Girls Award, holdt 11. oktober, International Day of the Girl Child)[36].
- 2012: Ossietzkyprisen af Norsk P.E.N [37].
- 2009: Frihed pris[38].
- 1996: Scheibler's Legat pris [39].